# Jeunes hégéliens
 (avril 2021).
Les jeunes hégéliens, appelés aussi hégéliens de gauche ou gauche hégélienne, sont un groupe de philosophes allemands du milieu du XIXe siècle.
Par opposition aux « vieux hégéliens » ou « hégéliens de droite » qui préconisent le maintien du système du maître et de sa théologie au sein d'un conservatisme politique, les jeunes hégéliens critiquent le caractère religieux du système de Georg Hegel mais veulent développer son potentiel révolutionnaire.

## Origine de l'expression
L'expression « jeunes hégéliens » désignait au début uniquement la jeune génération des élèves de Hegel qui, après la mort de ce dernier en 1831, poursuivirent et prolongèrent sa philosophie par leurs études. L'expression a pris ensuite la signification de « hégéliens de gauche », qui représente le mouvement « révolutionnaire » qui se réclame de Hegel.
La distinction vient originellement de l'œuvre même de Hegel. En effet, pour Hegel, le jeune est un être accroché au singulier, avide d'avenir, refusant le monde tel qu'il est, voulant le modifier selon ses exigences et ses illusions, au contraire des anciens, calmes, pondérés et ayant en vue le général. Les jeunes hégéliens se sont opposés à cette distinction. La distinction entre gauche hégélienne et droite hégélienne vient quant à elle du clivage politique du Parlement français. Selon Norbert Waszek, c'est le théologien David Friedrich Strauss, disciple de Hegel, qui, prenant modèle sur le Parlement français, est à l'origine du partage imagé entre hégéliens de gauche, de droite, et même du centre.
Ce mouvement s'inscrit dans un contexte philosophique marqué par la domination du système de Hegel, domination qui commença du vivant du philosophe et se poursuivit après sa mort en 1831.

## Le mouvement des jeunes hégéliens
Les jeunes hégéliens apparaissent au sein des hégéliens de gauche. Jean-Baptiste Vuillerod résume leur situation ainsi : 
« Alors que les hégéliens de gauche défendaient une critique historique des Évangiles (Strauss), un réformisme politique (Ruge) et pensaient leur projet comme l’accomplissement du système hégélien, la droite hégélienne optait pour une lecture positiviste de la religion, un conservatisme politique et une défense du système de Hegel. C’est au sein de la gauche hégélienne que survint l’opposition entre jeunes et vieux hégéliens. Contre la partie la plus modérée de la gauche hégélienne, les jeunes-hégéliens (Bauer, Hess, Feuerbach, mais aussi Marx et Engels) se proposaient de transformer la philosophie de Hegel pour lui faire adopter une position politique révolutionnaire et un athéisme religieux. »
Le mouvement des jeunes hégéliens commence avec David Strauss qui, dans sa Vie de Jésus (1835), fait la critique historique des Évangiles canoniques en utilisant une méthode hégélienne. Ce livre a scandalisé son époque en montrant un Jésus historique et non divin, et par sa vision des évangiles comme récit inconscient des premières communautés chrétiennes. Il eut beaucoup de succès, et son retentissement fut très important, notamment en Allemagne.
August von Cieszkowski est considéré comme le père du radicalisme hégélien et il est le fondateur de la philosophie de l'action. Il est un des Jeunes hégéliens les plus éminents avec son livre de 1838 Prolégomènes à l'historiosophie, qui anticipe les écrits de Feuerbach.
En réaction au livre de Strauss, Bruno Bauer, qui était jusqu'alors hégélien de droite et chrétien, se plonge dans l'étude des Évangiles. Il publie ensuite en 1840 et 1841 des « critiques » de ces livres, affirmant que l'histoire entière de Jésus est un mythe. Il publie également un pamphlet satirique (peut-être coécrit par Karl Marx) qui montre un chrétien critiquer le caractère profondément athée d'une philosophie hégélienne empreinte de christianisme. Il se sert donc du point de vue d'un chrétien pour montrer que, sous couvert de conserver la religion chrétienne, Hegel est en fait l'auteur d'un système athée, d'un crypto-athéisme en quelque sorte. Bruno Bauer regroupe une partie du mouvement des jeunes hégéliens autour de lui avec le Club des docteurs, dont le jeune Karl Marx fera partie, et qui deviendra le groupe des Freien après le départ de Marx. De nombreux intellectuels gravitent autour de Bruno Bauer qui fonde un mouvement qu'il nommera la "Critique", mouvement que Marx et Engels critiqueront en 1845 dans La Sainte Famille.
Ludwig Feuerbach fait un temps partie des jeunes hégéliens, puis s’en détache. Dans L'Essence du christianisme (1841), il affirme que Dieu n'est que la projection par l'homme de sa propre essence, que « L'Homme a créé Dieu à son image » et que « L'Homme est le Dieu de l'homme » (Homo homini Deus). La philosophie de Feuerbach eut une grande influence, que résume ainsi Friedrich Engels : « Il faut avoir éprouvé soi-même l'action libératrice de ce livre pour s'en faire une idée. L'enthousiasme fut général : nous fûmes tous momentanément des « feuerbachiens ».
Les thèmes abordés ne seront pas seulement religieux mais aussi politiques, avec par exemple Arnold Ruge ou le jeune Karl Marx, alors partisan de Feuerbach.
Dans L'Unique et sa propriété (1844), Max Stirner, qui fit partie des Freien, radicalise les critiques et dénonce les « insurrections théologiques » des jeunes hégéliens, qu'il accuse de ne pas sortir du cercle magique du christianisme et de perpétuer la domination d'un être supérieur, d'un « fantôme » que ce soit Dieu, l'État, l'Histoire, la Société ou l'Homme. Le livre de Stirner mit fin au succès de la philosophie de Feuerbach.

## Utilisations et critiques de Hegel
Les jeunes hégéliens peuvent être considérés comme véritablement hégéliens dans le sens où ils reprennent à leur compte et utilisent des méthodes hégéliennes, notamment la dialectique hégélienne. Friedrich Engels soutient que mettre l'accent sur le système de Georg Hegel mène au conservatisme, tandis que la méthode dialectique conduit à l'opposition politico-religieuse. Vuillerod résume la thèse d'Engels ainsi : « celui qui mettait l’accent sur le système de Hegel pouvait être passablement conservateur dans ces deux domaines ; celui qui, par contre, considérait la méthode dialectique comme l’essentiel, pouvait, tant en religion qu’en politique, appartenir à l’opposition la plus extrême ».
Les jeunes hégéliens ne manquent cependant pas une occasion de critiquer Hegel, quand bien même ils se servent de certaines de ses formules. Les critiques portées contre le système de Hegel touchent d'abord les questions religieuses et notamment des affirmations telles que l'identité de la théologie et de la philosophie ou encore la supériorité objective et le caractère absolu de la religion chrétienne. 
Ainsi c'est d'abord sur le plan religieux que se sont distingués les jeunes hégéliens, qui furent tous athées et critiques du christianisme.
Les jeunes hégéliens ne se sont pas arrêtés à la religion et ont porté le débat jusqu'aux questions politiques. Sur le plan politique, ils sont révolutionnaires et refusent avec vigueur les conclusions conservatrices de Hegel, notamment le soutien apporté par celui-ci à la Prusse impériale[réf. nécessaire].

## Influence du mouvement
L'époque des jeunes hégéliens est une époque politiquement agitée où une révolution semble se dessiner. En 1848 eut lieu la Révolution de Mars, « révolution manquée » qui acheva de jeter le discrédit sur ce mouvement philosophique qui tomba ensuite dans l'oubli, bien que son influence reste importante, à travers Marx et le marxisme notamment, mais également dans l'humanisme (Feuerbach) et l'anarchisme (Stirner). En philosophie allemande, l'époque qui suivit le discrédit des jeunes hégéliens fut celle du succès de la philosophie d'Arthur Schopenhauer.

## Textes des jeunes hégéliens
- Bruno Bauer, Critique des évangiles synoptiques, 1841, Critique de l'Évangile selon saint Jean, 1840.
- August von Cieszkowski, Prolégomènes à l'historiosophie, 1838.
- Friedrich Engels, Ludwig Feuerbach et la fin de la philosophie classique allemande, 1888.
- Ludwig Feuerbach, L'Essence du christianisme, 1841.
- Ludwig Feuerbach, Principes de la Philosophie de l’avenir, 1843.
- Karl Marx et Friedrich Engels, La Sainte Famille, 1844.
- Karl Marx et Friedrich Engels, L'Idéologie allemande, 1846.
- Karl Marx et Arnold Ruge, Annales franco-allemandes, 1842.
- Max Stirner, L'Unique et sa propriété, 1844.
- David Strauss, La Vie de Jésus, 1835.

## Sources principales de l'article
- Henri Arvon, Aux sources de l'existentialisme : Max Stirner, Paris, PUF, 1954.
- Karl Löwith, De Hegel à Nietzsche, 1939.